# Santa Paolina
Santa Paolina es uno de los 119 municipios o comunas ("comune" en italiano) de la provincia de Avellino, en la región de Campania. Con cerca de 1.431 habitantes, según el censo de 2001, se extiende por una área de 8 km², teniendo una densidad de población de 179 hab/km². Linda con los municipios de Montefusco, Montemiletto, Prata di Principato Ultra, Torrioni, y Tufo

## Demografía
| Gráfica de evolución demográfica de Santa Paolina entre 1861 y 2001 |
|                                                                     |
| Fuente ISTAT - elaboración gráfica de Wikipedia                     |

- Datos: Q55106
- Multimedia: Santa Paolina / Q55106

1. ↑  Worldpostalcodes.org, código postal n.º 83030.
2. ↑  «Codici Catastali». Comuni-italiani.it (en italiano). Consultado el 29 de abril de 2017.